# Oscar Lindberg (ishockeyspelare)
Oscar Lindberg, född 29 oktober 1991 i Skellefteå, är en svensk ishockeyspelare som spelar för Skellefteå AIK i SHL.
Han har tidigare spelat på NHL-nivå för Ottawa Senators, Vegas Golden Knights och New York Rangers och på lägre nivåer för Hartford Wolf Pack i AHL, Dynamo Moskva i KHL, och för SC Bern och EV Zug i NLA.

## Klubblagskarriär

### NHL

#### Phoenix Coyotes
Lindberg draftades av Phoenix Coyotes i den andra rundan (57:e spelare totalt) av NHL-draften 2010.

#### New York Rangers
Den 9 maj 2011 tradade Coyotes honom till New York Rangers i utbyte mot Ethan Werek.
Han skrev på ett treårigt entry level-kontrakt med Rangers värt 2,28 miljoner dollar den 1 juni 2012, men var utlånad till Skellefteå AIK under hela efterföljande säsong.
Han fick sitt definitiva genombrott säsongen 2012–13 i SHL då han bidrog till att Skellefteå AIK tog sitt första SM-guld sedan 1978. Efter slutspelet fick han också motta Stefan Liv Memorial Trophy som delades ut till SM-slutspelets mest värdefulla spelare.  
Han debuterade i NHL 24 februari 2015 när han ersatte Rick Nash som hade feber, i en match som Rangers vann med 1-0. 
Under Rangers träningsläger 2015 utsågs Lindberg till bästa rookie och fick en plats i laget till säsongspremiären mot Chicago Blackhawks, då han också gjorde sitt första NHL-mål mot Corey Crawford. 
Den 14 juli 2015 skrev han på ett nytt tvåårskontrakt med Rangers, värt 1,3 miljoner dollar.
Han spelade 134 matcher och gjorde 48 poäng under sina tre säsonger i Rangers.

#### Vegas Golden Knights[9]
Den 21 juni 2017 blev Lindberg vald av Vegas Golden Knights i expansionsdraften och den 5 juli skrev han på ett tvåårskontrakt värt 3,4 miljoner dollar.

#### Ottawa Senators
Den 25 februari 2019 tradades han, tillsammans med Erik Brännström och ett draftval i andra rundan 2020, till Ottawa Senators i utbyte mot Mark Stone och Tobias Lindberg.

## Landslagskarriär
Lindberg var med och vann VM-guld med det svenska landslaget under Hockey-VM 2013. Han var även med och vann VM-guld 2017.

## Klubbar
- Skellefteå AIK J20, J20 Superelit (2007/2008 – 2011/2012)
- Skellefteå AIK, Elitserien (2009/2010 – 2012/2013)
- Hartford Wolf Pack, AHL (2013/2014 – 2014/2015)
- New York Rangers, NHL (2014/2015 – 2016/2017)
- Vegas Golden Knights, NHL (2017/2018 – 2018/2019)
- Ottawa Senators, NHL (2018/2019)
- EV Zug, NLA (2019/2020)
- Dynamo Moskva, KHL (2020/2021 – 2021/2022)
- SC Bern, NLA (2022/2023)
- Skellefteå AIK, SHL (2023/2024 –)